# Gösta Carlsson (tävlingscyklist)
Gustaf "Gösta" Vilhelm Carlsson, född 2 februari 1906 i Uppsala, död där 5 oktober 1992, var en svensk tävlingscyklist, som blev olympisk bronsmedaljör i landsvägslopp i Amsterdam 1928, såväl individuellt som i lag.
Carlsson vann Svenska mästerskapen på 100 km landsväg 1926, 1927 och 1928. Dessa tre år blev han dessutom trea, tvåa respektive tvåa i tempolopp 10 km. Därtill vann han åtta lag-SM med IF Thor och SK Fyrishof. 1928 vann han Nordiska mästerskapen både individuellt och i lag.
Gösta Carlsson arbetade som folkskollärare och vilar på Almunge kyrkogård.